# Kasachische Basketballnationalmannschaft
Die kasachische Basketballnationalmannschaft repräsentiert Kasachstan bei Basketball-Länderspielen der Herren.
Der kasachische Basketballverband wurde erst nach dem Zerfall der Sowjetunion Mitglied der FIBA. Kasachstan konnte sich noch nie für die Olympischen Spiele oder eine Weltmeisterschaft qualifizieren. Die Kasachische Basketballnationalmannschaft nimmt regelmäßig an großen asiatischen Basketball-Turnieren teil.
Der dritte Platz beim Basketballwettbewerb der Asienspiele 2002 ist bisher die beste Platzierung Kasachstans bei einem internationalen Turnier. Weitere Achtungserfolge waren jeweils ein vierter Platz bei den Asienspielen 1998 und der Basketball-Asienmeisterschaft 2007.

## Abschneiden bei internationalen Wettbewerben

### Olympische Spiele
| - bisher nicht qualifiziert |

### Weltmeisterschaften
| - bisher nicht qualifiziert |

### Asienmeisterschaften
| - 1995 – 5. Platz - 1997 – 13. Platz - 2003 – 7. Platz - 2005 – 10. Platz - 2007 – 4. Platz - 2009 – 9. Platz - 2013 – 8. Platz - 2015 – 11. Platz - 2017 – 16. Platz |

### Basketballwettbewerb bei denAsienspielen
| - 1994 – 5. Platz - 1998 – 4. Platz - 2002 – Bronzemedaille - 2006 – 7. Platz - 2014 – 4. Platz |